# Tommaso Caravita
(Pierre-Louis Roederer, in Corriere di Napoli , 17 febbraio 1808)
Tommaso Saverio Caravita, principe di Sirignano (Napoli, ... – Napoli, 1815), è stato un giurista e magistrato italiano.

## Biografia
Figlio di famiglia nobile di origine spagnola, fu introdotto immediatamente agli studi di diritto.
Fu magistrato dal 1783 fino a fino a diventare nel 1806, per decreto di Giuseppe Bonaparte presidente del Sacro Consiglio.
Fu inoltre membro del Senato, Soprintendente di salute, Consigliere della Giunta di Guerra, delegato del monte frumentario.
Tra il 1806 e il 1808 ricopri l'incarico di presidente della sezione di legislazione del Consiglio di Stato.
Fu nominato presidente della Cassazione Napoletana, la Gran Corte di Cassazione istituita dal Re Gioacchino Murat, e il 7 gennaio 1809, già da Presidente del Sacro Regio Consiglio, passò alla sua presidenza.